# Liste des régiments de l'Armée de terre italienne
La liste des régiments de l'armée de terre italienne

## Régiments

### Infanterie

#### Granatieri(Grenadiers)

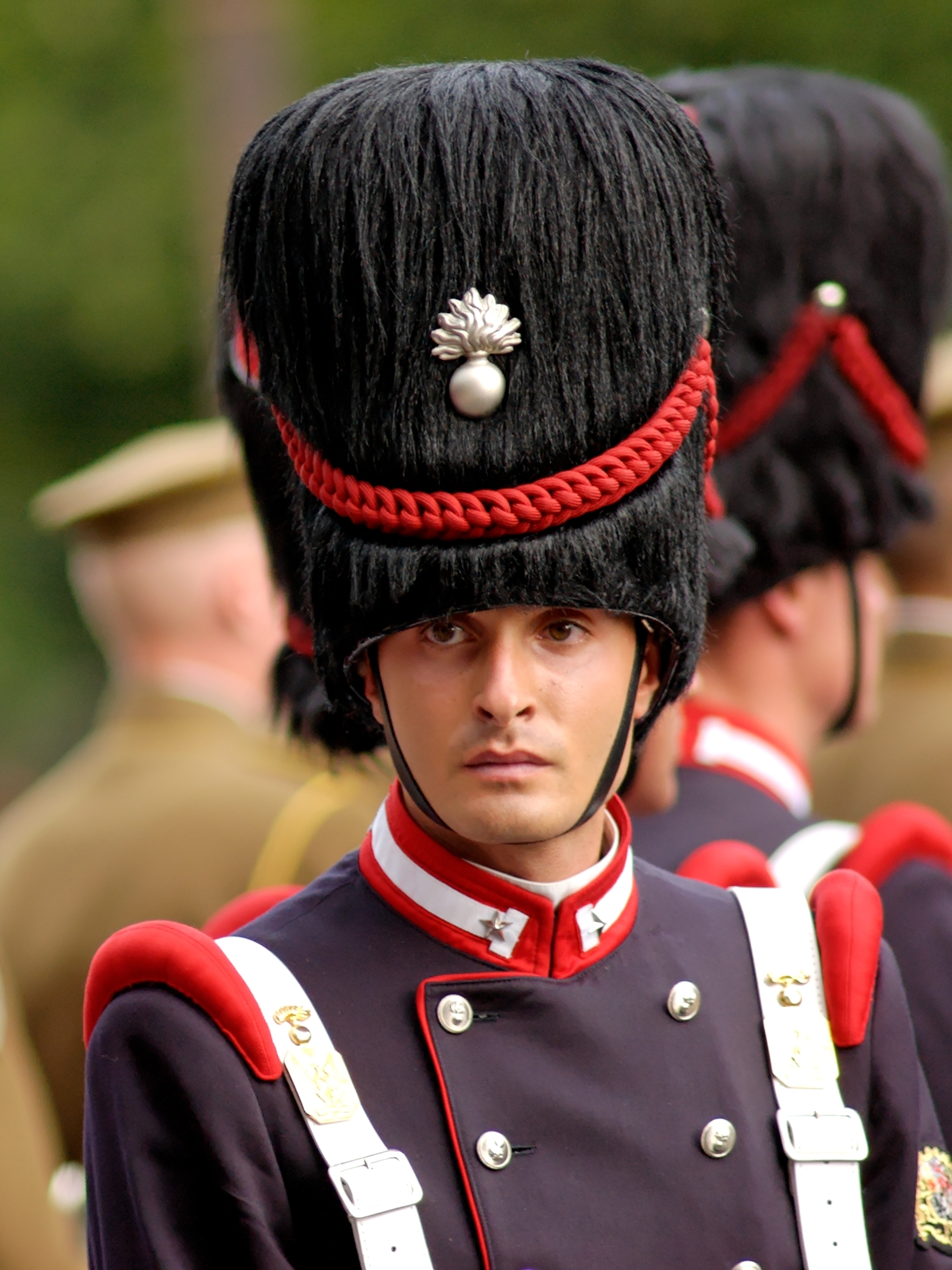
Soldats du 1er Régiment de grenadiers de Sardaigne pendant le défilé du 14 juillet 2007 sur les Champs-Élysées.

- 1er régiment Granatieri di Sardegna (Grenadiers de la Sardaigne)

#### Infanterie
- 5e régiment d'infanterie Aosta
- 9e régiment d'infanterie Bari
- 17e régiment d'infanterie Acqui
- 47e régiment d'infanterie Ferrara
- 57e bataillon d'infanterie Abruzzi
- 62e régiment d'infanterie Sicilia
- 66e régiment d'infanterie Trieste
- 80e régiment d'infanterie Roma
- 82e régiment d'infanterie Torino
- 85e régiment d'infanterie Verona
- 91e bataillon d'infanterie Lucania
- 123e régiment d'infanterie Chieti
- 151e régiment d'infanterie Sassari
- 152e régiment d'infanterie Sassari
- 235e régiment d'infanterie Piceno

#### Bersagliers
- 1er régiment de bersagliers
- 3e régiment de bersagliers
- 6e régiment de bersagliers
- 7e régiment de bersagliers
- 8e régiment de bersagliers
- 11e régiment de bersagliers

#### Alpini(Chasseurs Alpins)
- 2e régiment de chasseurs alpins (Alpini)
- 3e régiment de chasseurs alpins (Alpini)
- 4e régiment de chasseurs alpins (Alpini)Monte Cervino (Forces spéciales)
- 5e régiment de chasseurs alpins (Alpini)
- 6e régiment de chasseurs alpins (Alpini)
- 7e régiment de chasseurs alpins (Alpini)
- 8e régiment de chasseurs alpins (Alpini)
- 9e régiment de chasseurs alpins (Alpini)

#### Parachutistes
- 9e rgt de parachutistes Col Moschin (Forces spéciales)
- 183e rgt de parachutistes Nembo
- 186e rgt de parachutistes Folgore
- 187e rgt de parachutistes Folgore

Brigade parachutistes Folgore : division parachutiste créée en 1941 et qui a combattu sur tous les théâtres d'opérations militaires où l'Italie était engagée durant la Seconde Guerre mondiale. Cette division forte de 6 000 parachutistes s'est particulièrement illustrée à El Alamein en Égypte où deux de ses généraux furent tués au combat et son commandant en chef, le général Enrico Frattini, fut fait prisonnier et reçut les honneurs militaires de la part du commandement allié pour le comportement héroïque de ses soldats[réf. nécessaire].  La Brigade Folgore, créé en 1961, est actuellement toujours opérationnelle et sert dans le cadre de l'ONU à la frontière israélo-libanaise.

#### Lagunari(Infanterie de marine)

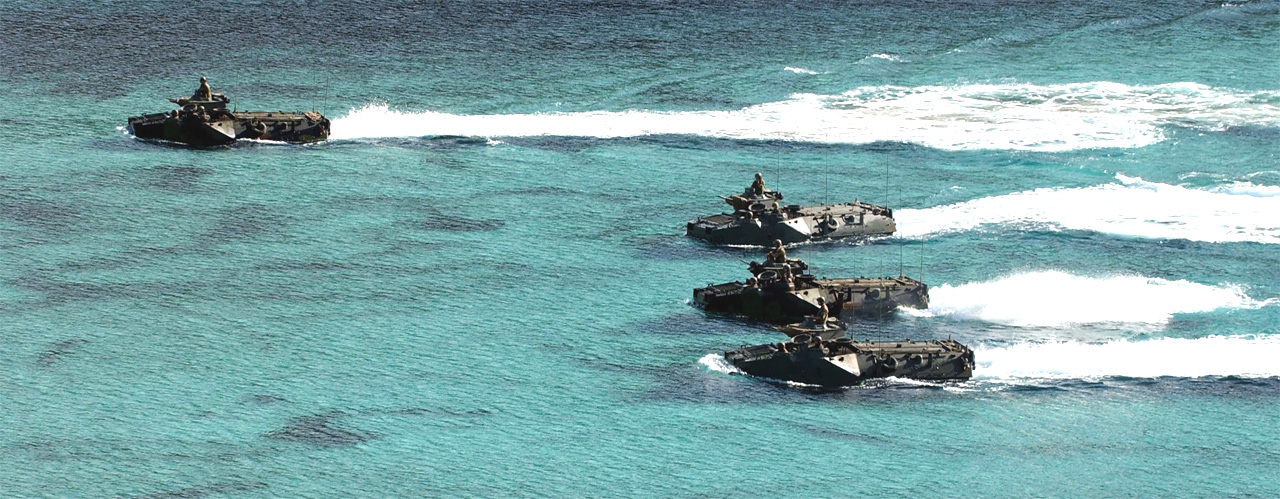
quatre AA7V du régiment Lagunari

- Régiment Lagunari

### Cavalerie
- 1er régiment de cavalerie Nizza Cavalleria (dragons)
- 2e régiment de cavalerie Piemonte Cavalleria (dragons)
- 3e régiment de cavalerie Savoia Cavalleria (dragons)
- 4e régiment de cavalerie Genova Cavalleria (dragons)
- 5e régiment de cavalerie Lancieri di Novara (lanciers)
- 6e régiment de cavalerie Lancieri di Aosta (lanciers)
- 8e régiment de cavalerie Lancieri di Montebello (lanciers)
- 19e régiment de cavalerie Cavalleggeri Guide (chevau-légers)

### Chars de combat
- 1er régiment de chars
- 4e régiment de chars
- 31e régiment de chars
- 32e régiment de chars
- 131e régiment de chars
- 132e régiment de chars

### Artillerie

#### Artillerie de campagne
- régiment d'artillerie à cheval Voloire
- 5e régiment d'artillerie Superga
- 8e régiment d'artillerie Pasubio
- 21e régiment d'artillerie Trieste
- 24e régiment d'artillerie Peloritani
- 33e régiment d'artillerie Acqui
- 52e régiment d'artillerie Torino
- 132e régiment d'artillerie Ariete

#### Artillerie de montagne
- 1er régiment d'artillerie de montagne
- 2e régiment d'artillerie de montagne
- 3e régiment d'artillerie de montagne

#### Artillerie antiaérienne
- 4e régiment d'artillerie antiaérienne
- 5e régiment d'artillerie antiaérienne
- 17e régiment d'artillerie antiaérienne Sforzesca
- 121e régiment d'artillerie antiaérienne Ravenna

#### Unité Spéciales
- 28e régiment PSYOPS Pavia
- 7e régiment NBC Cremona
- 41e régiment ISTAR Cordenons
- 185e régiment d'artillerie parachutiste Folgore

### Génie
- 2e régiment du génie de montagne
- 3e régiment du génie
- 4e régiment du génie
- 5e régiment du génie
- 6e régiment du génie
- 8e régiment du génie
- 10e régiment du génie
- 11e régiment du génie
- 21e régiment du génie
- 32e régiment du génie de montagne
- 2e régiment du génie pont
- régiment du génie ferroviaire

Corps des ingénieurs de l'Armée de terre italienne

### Transmissions
- 1er régiment de transmissions
- 2e régiment de transmissions de montagne
- 3e régiment de transmissions
- 7e régiment de transmissions
- 11e régiment de transmissions
- 32e régiment de transmissions
- 33e régiment de transmissions
- 41e régiment de transmissions
- 44e régiment de support de transmissions
- 46e régiment de transmissions
- 184e régiment de support de transmissions
- 232e régiment de transmissions

### Logistique et transport
- 1er régiment logistique
- 6e régiment logistique
- 10e régiment logistique
- 24e régiment logistique de montagne

- 1er régiment de transport
- 6e régiment de transport
- 8e régiment de transport
- 10e régiment de transport

### Aviation de l'Armée de terre
- 1er régiment d'hélicoptères Antares
- 2e régiment d'hélicoptères Sirio
- 4e régiment d'hélicoptères Altair
- 5e régiment d'hélicoptères de combat Rigel
- 7e régiment d'hélicoptères de combat Vega
- 1er régiment de support d'hélicoptères Idra
- 2e régiment de support d'hélicoptères Orione
- 3e régiment de support d'hélicoptères Aquila
- 4e régiment de support d'hélicoptères Scorpione

### Médecine militaire
- Corpo Sanitario de l'Armée de terre